# Lista de áreas metropolitanas da Índia
Este artigo lista as vinte maiores áreas metropolitanas da Índia, por população, no ano de 2006. A população total destas 20 áreas metropolitanas agrega cerca de um décimo da população total do país.
| Rank | Cidade             | Habitantes |
| ---- | ------------------ | ---------- |
| 1    | Grande Bombaim     | 19.944.371 |
| 2    | Deli               | 17.753.087 |
| 3    | Calcutá            | 14.681.589 |
| 4    | Kanpur             | 6.957.669  |
| 5    | Bangalore          | 6.158.677  |
| 6    | Haiderabade        | 6.012.368  |
| 7    | Ahmedabad          | 5.080.566  |
| 8    | Pune               | 4.863.760  |
| 9    | Chennai (Madrasta) | 3.243.745  |
| 10   | Surat              | 3.044.731  |
| 11   | Jaipur             | 2.871.522  |
| 12   | Lucknow            | 2.769.755  |
| 13   | Nagpur             | 2.447.533  |
| 14   | Patna              | 2.258.505  |
| 15   | Ranchi             | 2.158.847  |
| 16   | Indore             | 1.809.320  |
| 17   | Bhopal             | 1.638.774  |
| 18   | Meerut             | 1.618.909  |
| 19   | Vadodara           | 1.616.221  |
| 20   | Ludhiana           | 1.584.743  |
| 21   | Bhubaneshwar       | 1.577.016  |
| 22   | Salem              | 1.851.603  |
| 23   | Coimbatore         | 3.187.637  |